# The Three Musketeers (1921)
The Three Musketeers is een Amerikaanse stomme film uit 1921, gebaseerd op het boek De drie musketiers van Alexandre Dumas. De film werd geregisseerd door Fred Niblo, en Douglas Fairbanks speelde de hoofdrol als D'Artagnan. De atletische Douglas Fairbanks sprong eenhandig naar zijn zwaard in een vechtscène, deze scène wordt als een van de beste gezien in de vroege filmhistorie.
De film kreeg een vervolg met de film The Iron Mask uit 1929.

## Rolverdeling
| Acteur                 | Personage                    |
| ---------------------- | ---------------------------- |
| Douglas Fairbanks      | D'Artagnan                   |
| Leon Bary              | Athos                        |
| George Siegmann        | Porthos                      |
| Eugene Pallette        | Aramis                       |
| Boyd Irwin             | Rochefort                    |
| Thomas Holding         | Graaf van Buckingham         |
| Sidney Franklin        | Bonacieux                    |
| Charles Stevens        | Planchet                     |
| Nigel De Brulier       | Richelieu                    |
| Willis Robards         | Treville                     |
| Lon Poff               | Vader Joseph                 |
| Mary MacLaren          | Koningin Anne van Oostenrijk |
| Marguerite De La Motte | Constance Bonacieux          |
| Barbara La Marr        | Milady de la Winter          |